# Co se nepromíjí
Co se nepromíjí nebo Nezničitelní nebo též Nesmiřitelní (v anglickém originálu: The Unforgiven) je americký westernový film, psychologické drama z roku 1960 režiséra Johna Hustona s Burtem Lancasterem a Audrey Hepburnovou v hlavní roli. Snímek byl natočen na námět knihy Alana Le Maye podle scénáře Bena Maddowa. Za kamerou zde stál americký kameraman českého původu Franz Planer.

## Zajímavosti o Audrey Hepburnové v tomto filmu
- Jedná se o jediný westernový snímek, ve kterém hrála Audrey Hepburnová.
- Během natáčení snímku Hepburnová v lednu 1959 spadla z koně, poranila si páteř a skončila v nemocnici. Práce na filmu musely být z tohoto důvodu na šest týdnů přerušeny, film pak Hepburnová dokončila v ortopedickém korzetu.
- Jedná se o jediný snímek, kde Audrey Hepburnová nehrála dívku nebo ženu bílé pleti, nýbrž vystupovala jako dívka indiánského původu z kmene Kiowů.
- Snímek nebyl příliš komerčně úspěšný a nebyl dobře přijat ani filmovou kritikou. Všeobecně je považován za jeden z nejslabších filmů, ve kterém kdy Audrey Hepburnová hrála.

## Děj filmu
V divokém a teprve nedávno osídleném místě na Divokém západě žije v malém srubu rodina Zacharyových a spravuje svůj ranč. Matka Mattilda Zacharyová, tři bratři Ben Zachary (Burt Lancaster), Cash Zachary a Andy Zachary společně s dcerou Rachel Zacharyovou (Audrey Hepburnová). Nedaleko od nich žije spřátelená rodina Rawlinsových.
Divokým krajem však objíždí tajemný cizinec, stařec, který prohlašuje, že Rachel Zacharyová je Indiánka. Na to reagují místní Indiáni z kmene Kiowů a chtějí po rodině Zacharyových Rachel zpět. Hlava rodiny Ben Zachary však o této věci vůbec nic neví a Indiánům jejich požadavek odmítá. Zároveň s tím se ale objeví opovržení a rasistické odsudky ostatních místních obyvatel. Pod jejich nátlakem matka Mattilda Zacharyová přizná, že její dcera Rachel je opravdu nevlastní a že je indiánského původu. Rodina však musí čelit prudkému nájezdu Indiánů, kteří zaútočí na jejich srub. Rachel bojuje se Zacharyovými proti svému kmeni a během boje zabije svého skutečného pokrevního bratra, aby ubránila svého nevlastního bratra.

## Hrají
- Burt Lancaster		(Ben Zachary)
- Audrey Hepburnová 	(Rachel Zacharyová)
- Audie Murphy 	(Cash Zachary)
- John Saxon 	(Johnny Portugal)
- Charles Bickford 	(Zeb Rawlins)
- Lillian Gishová 	(Mattilda Zacharyová)
- Albert Salmi 	(Charlie Rawlins)
- Joseph Wiseman 	(Abe Kelsey)
- June Walkerová 	(Hagar Rawlinsová)
- Kipp Hamiltonová 	(Georgia Rawlinsová)
- Arnold Merritt 	(Jude Rawlins)
- Doug McClure 	(Andy Zachary)
- Carlos Rivas 	(Lost Bird)